# António Leitão
António Leitão (Espinho, 22 de julio de 1960-Oporto, 18 de marzo de 2012) fue un atleta portugués, especializado en la prueba de 5000 m en la que llegó a ser medallista de bronce olímpico en 1984.

## Carrera deportiva
En los JJ. OO. de Los Ángeles 1984 ganó la medalla de bronce en los 5000 metros, con un tiempo de 13:09.20 segundos, llegando a meta tras el marroquí Saïd Aouita que con 13:05.59 segundos batió el récord olímpico, y el suizo Markus Ryffel.